# Ierocrazia
La ierocrazia o jerocrazia (dal greco ἱερός, hierós e κρατία, kratía), significa letteralmente potere dei sacri, e indica una forma di governo in mano a una divinità o più genericamente a persone che incarnano la divinità o la rappresentano e sono perciò ritenute sacre (ad esempio i sacerdoti). Nell'accezione cristiana del termine, la ierocrazia identifica una forma di governo che si basi sulla sacralità stessa del potere. La ierocrazia è spesso confusa o assimilata alla teocrazia sebbene, al contrario di quanto avviene in quest'ultima, la divinità non è reputata manifestarsi attraverso il monarca, ma si ritiene si faccia presente attraverso la ricerca della santità e della sapienza operate da un clero o da un suo sottoinsieme (una casta sacerdotale).